# Szangnokszu állomás
Szangnokszu (Sangnoksu) állomás a szöuli metró 4-es vonalának állomása; Anszan (Ansan) városában található. Nevét a város azonos nevű kerületével együtt Sim Hun író Szangnokszu (Sangnoksu) című regénye alapján kapta.

## Viszonylatok
| 4-es vonal                                | 4-es vonal                | 4-es vonal                                                           |
| ----------------------------------------- | ------------------------- | -------------------------------------------------------------------- |
| Panvol (Banwol) Tanggoge (Danggogae) felé | személy- és expresszvonat | Anszani Hanjang (Ansani Hanyang) Egyetem Anszan (Ansan) és Oido felé |